# Tackle elevador

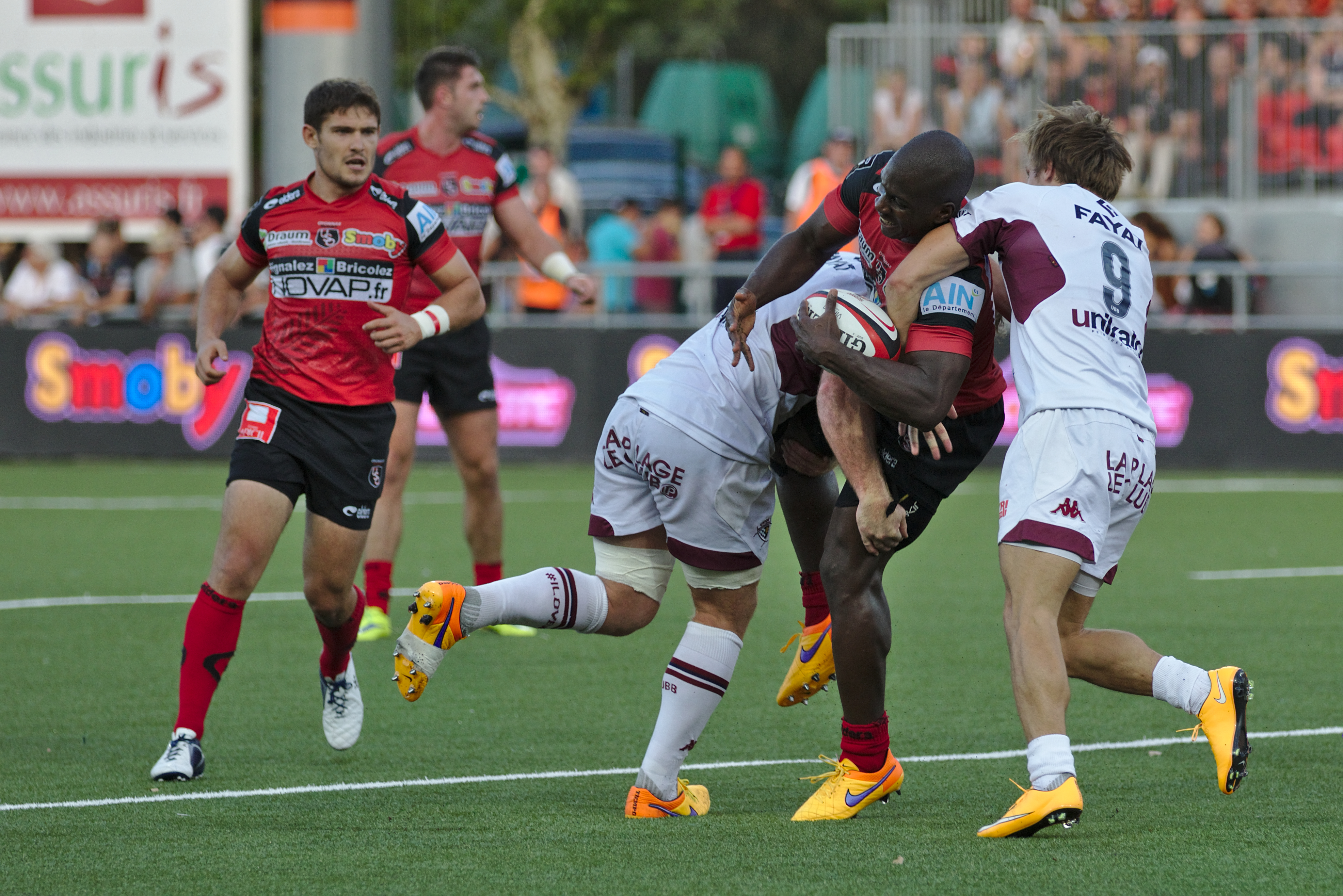
Início de um tackle elevador

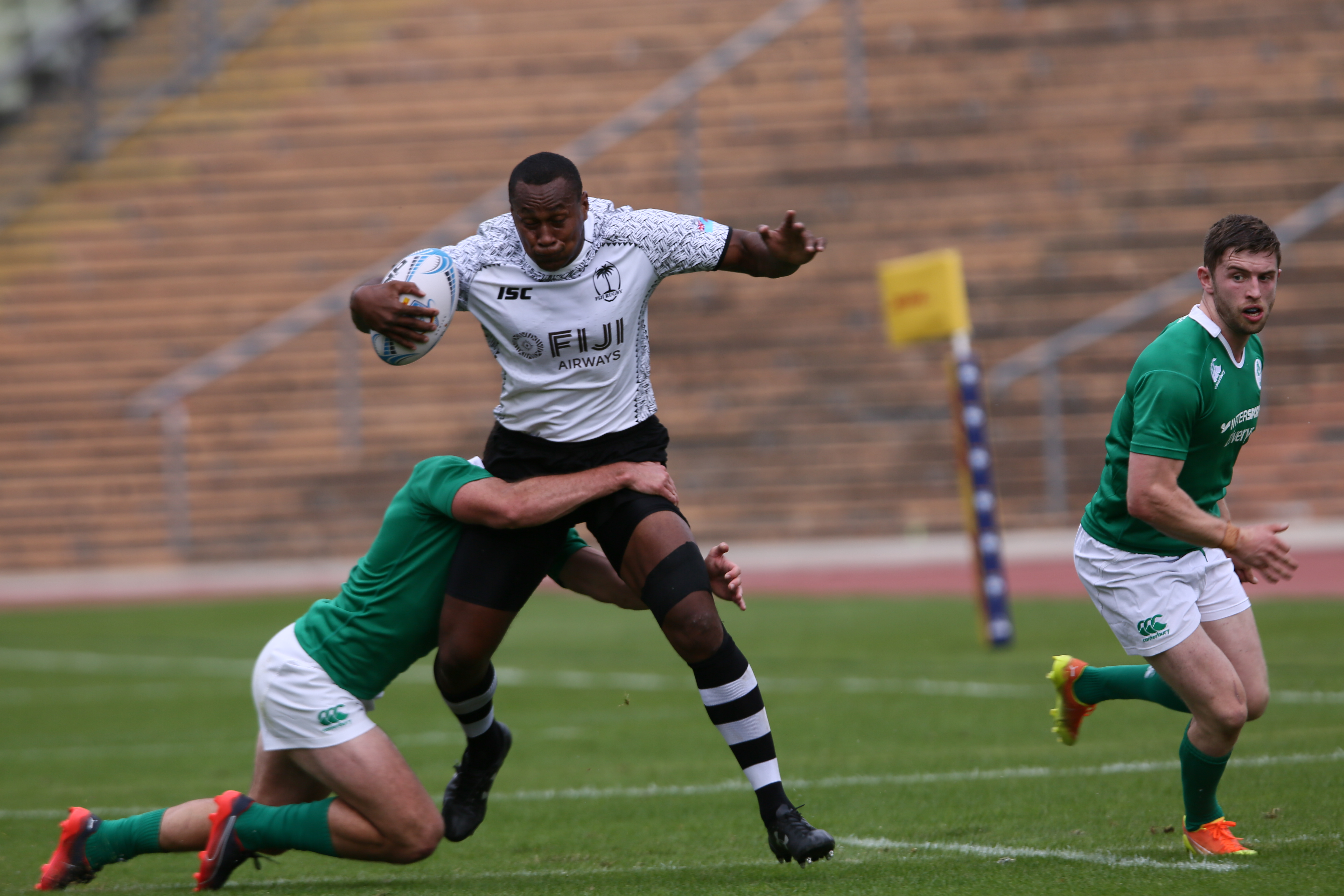
Posição correcta ao tacklear

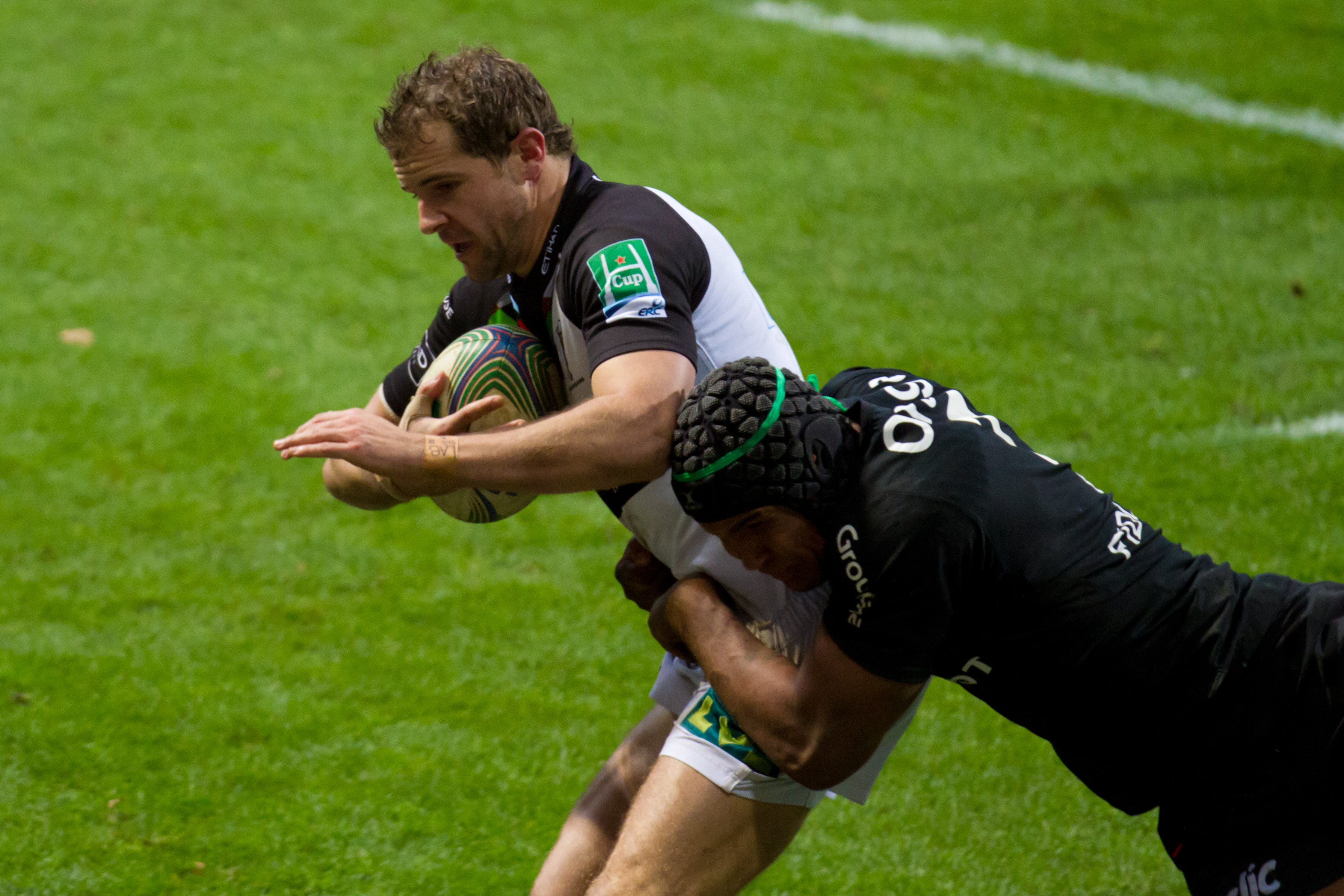
Um tackle correcto não produz lesões

O elevador era um tipo de tackle que se empregava no rugby e foi proibido. O movimento consistia em levantar ao oponente e fazê-lo cair com sua cabeça, costas ou ombros; ou soltar no ar para que caia desta maneira.
Depois de um estudo realizado pela World Rugby na que se determinou que o movimento era um risco factível de morte, foi proibido pelo órgão em dezembro de 2010 e seu uso provoca a expulsão directa do jogador.

## História
O Tackle elevador produziu lesões graves e gravíssimas na história do desporto, como danos na coluna vertebral, ombros deslocados, rompimento de clavículas e traumatismos no pescoço.
No primeiro partido entre os All Blacks e os British and Irish Lions durante a volta dos Leões Britânico-Irlandeses de 2005, o capitão Brian O'Driscoll teve uma briga com o kiwi Keven Mealamu e o centro Tana Umaga reagiu lhe aplicando um tackle elevador ao irlandês, quem com a queda se rompeu um ombro.
Umaga foi sancionado pela New Zealand Rugby que lhe tirou a capitania e nunca mais voltou a ser convocado ao seleccionado, enquanto O'Driscoll deveu ser operado e sua recuperação lhe custo seis meses de inactividade. No Reino Unido e Irlanda uma campanha organizada pela Rugby Football Union instou a que o movimento não seja empregado e os jogadores profissionais acataram o conselho.

### Abolição do elevador
A pressão exercida à WR pelos aficionados britânicos derivou num estudo que demonstrou a perigosidade óbvia do movimento, pelo que em junho de 2009 se regulou que: Para que um tackle elevador seja penalizado, a cabeça ou os ombros do jogador devem golpear o solo primeiro e Um tackle elevador não será penalizado se o jogador tackleado rompe a sua queda com seus braços. Mas a nova lei não evitou as lesões e a sua vez John Jeffrey, director de árbitros da WR e uma lenda do rugby que se destacou por seu efectivo tackleo, tinha impulsionado a ideia de abolir o elevador.
Em dezembro de 2010 a WR promulgou a lei que modificou o art. 10; inciso 4° (Tackle) do regulamento de jogo e proibiu o movimento.

## Tackles elevadores célebres
- Kieron Dawson a Percy Montgomery em 2000.
- Jonny Wilkinson a Matt Giteau na final da #Copa Mundial de Rugby de 2003.
- Sam Warburton a Vincent Clerc em semifinais da #Copa Mundial de Rugby de 2011.
- Leonardo Senatore a JJ Engelbrecht no Rugby Championship 2013.